# Santo Domingo en Soriano (Zurbarán)
Santo Domingo en Soriano es un lienzo de Francisco de Zurbarán, que compone la referencia número 3 en el catálogo razonado y crítico, realizado por la historiadora del arte Odile Delenda, especialista en este pintor.

## Introducción
El 17 de enero de 1626 obtuvo Zurbarán su primer gran encargo de parte de una orden religiosa. Los dominicos del convento de San Pablo el Real le encargaron «21 cuadros...siendo catorce de ellos sobre la vida de Santo Domingo, cuatro de los doctores de la Iglesia y tres de San Buenaventura, Santo Tomás de Aquino y Santo Domingo». Parece que el magnífico Crucificado colocado en el mismo convento pertenece a un contrato posterior. No es del todo seguro si el presente lienzo y la Curación milagrosa del beato Reginaldo de Orleans formaban parte de dicha serie, aunque su permanencia en el mismo lugar así parece indicarlo.

## Tema de la obra
La escena narra la milagrosa aparición en 1530 de la Virgen del Rosario —con santa Catalina y María Magdalena— a un monje dominico del convento de Soriano, a quien entregó el "verdadero" retrato de santo Domingo, que actualmente se conserva en la iglesia de san Romano de Lucca.

## Análisis de la obra

### Datos técnicos y registrales
- Se encuentra in situ, en la iglesia de santa María Magdalena, antiguo convento de San Pablo el Real (Sevilla);
- Pintura al óleo sobre lienzo; 190 x 230 cm;
- Fecha de realización: ca.1626-1627;
- Restaurado en 1963-1964 por Julio Moisés hijo, y restaurado en Madrid en el ICR en 1965-1966;[4]
- Catalogado por O. Delenda con el número 3 y por Tiziana Frati con el 19.[5]

### Descripción de la obra
En esta obra primeriza, Zurbarán muestra ya su talento de colorista, y su fidelidad a la realidad de los objetos materiales representados: el lienzo no está enmarcado, sino clavado sobre un bastidor, Las figuras femeninas auguran sus célebres Santas futuras. La virgen porta una corona —algo ladeada— y viste una túnica de un delicado rosa-violáceo. La Magdalena lleva un vestido anaranjado y una estola ocre, bordada con estrellas verdes y rosas. Sus mangas, así como el hábito de los dominicos, anuncian el famoso "blanco" futuro del pintor. Santa Catalina —que sostiene el cuadro— porta una pequeña corona, y lleva una falda bermellón y un chal rosado. Las manos del fraile, de la Virgen y del santo retratado llaman la atención sobre el prodigio, mientras la mirada de la Magdalena se dirige hacia el espectador del cuadro.

## Procedencia
1. Sevilla, convento de san Pablo el Real, actualmente iglesia Parroquial de la Magdalena.[7]